# NGC 6885
NGC 6885（Caldwell 37）は、こぎつね座にある散開星団である。視等級は+5.7/+8.1である。裸眼で見えるO型主系列星またはB型主系列星を含み、付近には星雲のM27やIC 4954、散開星団のNGC 6882やNGC 6940がある。視直径は7分×18分である。